# 84921 Morkoláb
A 84921 Morkoláb (ideiglenes jelöléssel 2003 VN1) a Naprendszer kisbolygóövében található aszteroida. Sárneczky Krisztián és Sipőcz Brigitta fedezték fel 2003. november 9-én.